# メアリー・キャサリン・ベイトソン
メアリー・キャサリン ベイトソン（Mary Catherine Bateson、1939年12月8日 - 2021年1月2日）は、アメリカ合衆国の著作家、文化人類学者。
ベイトソンは、マーガレット・ミードとグレゴリー・ベイトソンの間の娘であり、ブレアリー校の卒業生である。
ベイトソンは、専門分野における数多くのモノグラフによって特筆すべき著者となっている。彼女の著作の中には、『娘の眼から―マーガレット・ミードとグレゴリー・ベイトソンの私的メモワール (With a Daughter's Eye: A Memoir of Margaret Mead and Gregory Bateson)』という、有名な両親のもとで育てられた経験の回想記もある。彼女は、ハーバード大学、アマースト大学、ジョージ・メイソン大学などで教鞭を執った。ベイトソンは、国際リーダーシップ・フォーラムのフェローであり、2010年までニューヨークのインスティチュート・フォー・ インターカルチュラル・スタディーズ (the Institute for Intercultural Studies) の代表 (president) を務めていた。

## 私生活
1960年以来、彼女はバブソン大学の経営学教授バーキス・カサージャン (Barkev Kassarjian) と結婚している。ふたりの間の娘セヴァンヌ・マーガレット (Sevanne Margaret、1969年 - ) は、セヴァンヌ・マーティン (Sevanne Martin) という芸名で女優となっており、彼女を通してベイトソンにはふたりの孫がいる。ベイトソンは、母（マーガレット・ミード）の側の親族を通してジェレミー・スタイグと従姉弟関係にあり、ウィリアム・スタイグやレオ・ロステンの姪にあたる。
2021年1月2日、ニューハンプシャー州ダートマスの自宅で死去した。数ヶ月前に、転倒による脳挫傷を受けていた。81歳没。

## おもな著書
- Composing a Further Life: The Age of Active Wisdom (2010)
- Willing to Learn : Passages of Personal Discovery (2004)
- Full Circles, Overlapping Lives : Culture and Generation in Transition (2000)
- Peripheral Visions - Learning Along the Way (1994)
- Composing a Life (1991)
- Thinking AIDS (1988) with Richard Goldsby
- Angels Fear: Towards an Epistemology of the Sacred (1987) written with Gregory Bateson
  - 日本語訳：（星川淳、吉福伸逸 共訳）天使のおそれ―聖なるもののエピステモロジー、青土社、1988年（新版：1992年）
- With a Daughter's Eye: A Memoir of Margaret Mead and Gregory Bateson (1984)
  - 日本語訳：（佐藤良明、保坂嘉恵美 共訳）娘の眼から―マーガレット・ミードとグレゴリー・ベイトソンの私的メモワール、国文社、1993年
- At Home in Iran (1974)
- Our Own Metaphor: A Personal Account of a Conference on the Effects of Conscious Purpose on Human Adaptation (1972)
- Arabic Language Handbook (1967)